# Grindelia squarrosa
Grindelia squarrosa là một loài thực vật có hoa trong họ Cúc. Loài này được (Pursh) Dunal mô tả khoa học đầu tiên năm 1819.